# Polochrum repandum
Polochrum repandum är en stekelart som beskrevs av Spinosa. Polochrum repandum ingår i släktet Polochrum och familjen Masaridae. Inga underarter finns listade i Catalogue of Life.